# كريستوف دبليو باور
كريستوف دبليو باور (بالألمانية: Christoph W. Bauer)‏ (و. 1968  م) هو مؤلف، وكاتب نمساوي.

## جوائز
حصل على جوائز منها:
- جائزة المنافسة العامة  [لغات أخرى]‏ (1946)
- قائد الفنون والآداب